# Marcello Severoli
Marcello Severoli (Faenza, 1644 – Roma, 12 dicembre 1707) è stato un antiquario e religioso italiano.

## Biografia
Avvocato concistoriale, fu Prelato votante della Segnatura Apostolica di Giustizia, e poi Decano della stessa. Fu noto tra i suoi contemporanei per la sua erudizione letteraria, in particolare nel campo della filologia. Membro e promotore dell'Accademia dell'Arcadia, era noto per le conversazioni di tipo letterario che si tennero quotidianamente presso la sua abitazione.
Bibliofilo fornito di una ricca biblioteca, fu anche direttore della Biblioteca Alessandrina tra il 1702 e il 1708.

## Opere
- Dissertatio R.P.D. Marcelli Severoli pro iure ven. capituli Generalis Sac. ordinis Carthusiensis. In destituendis, & instituendis prioribus, Typis Reu. Cam. Apostolicae, 1700